# Jorge Córdoba
Jorge Cristian Córdoba (nascido em 12 de dezembro de 1987 em Santa Fé, Argentina) é um atacante do futebol profissional argentino que joga no Arsenal de Sarandí, emprestado pelo Unión de Santa Fe. Córdoba começou a sua carreira profissional em 2008, na Nacional B (segunda divisão) Club Unión de Santa Fe. Em janeiro de 2009, ele foi emprestado ao River Plate, do Uruguai, até 30 de junho de 2010, com uma opção de compra. Ele marcou seu primeiro gol profissional em 16 de maio de 2009, em um jogo do campeonato contra o CA Peñarol.